# Marek Čech (Fußballspieler, 1983)
Marek Čech (* 26. Januar 1983 in Trebišov) ist ein ehemaliger slowakischer Fußballspieler.

## Karriere

### Verein
2001 stieß Čech zum Profikader des slowakischen Spitzenklubs Inter Bratislava auf. Mit 18 Jahren arbeitete er sich in die Stammmannschaft und bestritt bis 2004 71 Spiele und gewann die nationale Meisterschaft 2001 und den Pokal. 2004 wechselte er zu Sparta Prag nach Tschechien. Dort spielte er eine Saison lang in der UEFA Champions League und gewann die Meisterschaft in der Gambrinus Liga 2004/05. Im August 2005 wechselte er kurz vor dem Ende der Transferperiode zum FC Porto nach Portugal.
Für die Saison 2008/09 wechselte Čech für 1,8 Millionen Euro in die Premier League zu West Bromwich Albion. Dort gab er am ersten Spieltag sein Ligadebüt. Bei der 0:1-Niederlage gegen den FC Arsenal spielte er bis zur 68. Minute, bis Sherjill Mac-Donald für ihn eingewechselt wurde. Im August 2011 bekam Čech bei Trabzonspor einen Dreijahresvertrag.
Sein Vertrag mit Trabzonspor wurde am 26. Juli 2013 aufgelöst.

### Nationalmannschaft
2004 wurde Čech zum ersten Mal in die Nationalauswahl berufen. Seitdem gehört er zum Stammkader des Teams und bestritt die Qualifikationen zur WM 2006 und zur EM 2008.

## Erfolge
- Tschechischer Meister mit Sparta Prag: 2005
- Portugiesischer Fußballmeister mit FC Porto: 2006, 2007, 2008
- Portugiesische Pokalsieger mit FC Porto: 2006
- Portugiesischer Super-Cup mit FC Porto: 2006